# أنستزيا
أنستازيا (بالإنجليزية: Anastacia) (ولدت باسم أنستازيا لين نيوكيرك  في 17 سبتمبر 1968) هي مغنية وكاتبة أغاني أمريكية. حظيت أنستازيا بنجاح كبير في أوروبا، وآسيا، وأستراليا، وجنوب أفريقيا وأمريكا الجنوبية ولكنها لم تحظ بنفس القدر من النجاح في مسقط رأسها الولايات المتحدة الأمريكية. وقد عرفت في عام 2005 في جميع أنحاء العالم من بيع أكثر من 20 مليون البوم.
عرفت أنستازيا عالميًّا بأنها عصبية، ولها صوت حنون وتشتهر بقدرتها على أداء النوتة الموسيقية في تدرج صوتي كامل، وقد أدى ذلك بالإضافة إلى جسمها الصغير (160 سم أو 5'3) إلى تلقيبها بـ«السيدة الصغيرة ذات الصوت الكبير». كما أنها معروفة بالعلامة التجارية لنظاراتها (ملون غامق في كثير من الأحيان)، وقد خضعت لجراحة لتصحيح نظرها في آب / أغسطس 2005.
تصدرت عناوين الصحف عام 2003 عندما تم تشخيصها بالإصابة بسرطان الثدي. وفي 21 أبريل 2007 تزوجت من حارسها الشخصي (واين نيوتن) واستمر زواجهما لمدة ثلاث سنوات.

## بداية حياتها الشخصية والمهنية
ولدت أنستزيا في شيكاغو، إلينوي  من أسرة فنية، وكان والدها روبرت نيوكريك (الألماني الأصل) مغنى ليلي كما أن والدتها هي المغنية والممثلة في مسرح برودواي الموسيقي. ديان هيرلي (الأيرلندية الأصل).
انتقلت اسرة أنستزيا إلى مدينة نيويورك عندما كانت في سن المراهقة وذلك بعد اصابة والدها (بـالاكتئاب الهوسى) ، ثم تم تسجيلها في المدرسة المهنية للأطفال في مانهاتن.
و سرعان ما أصبحت أنستزيا مهتمة بالرقص رغم تشخيص اصابتها بداء كرون عندما كانت في الثالثة عشر من عمرها. واكتسبت شهره عند أول أداء لها في برنامج (هيغلي) أثناء استضافة العرض الكوميدى (بلاك انترتينمنت)، بأدائها لأغنية (اوليتا ادامز) «كوم هير». وفي أوائل 1990، ظهرت بصورة منتظمة في نادي ام تي في وفي بعض الكليبات لأغاني الهيب هوب النسائية مثل (سولت ان بيب). وفي عام 1999، جذبت أنستزيا اهتمام شركات التسجيل بعد نهائيات برنامج المواهب (ام تي. في). ومن ثم وقعت أنستزيا عقدا مع (داي لايت) (سوني، BMG) للتسجيلات الفنية وكان ذلك في مارس 1999.

## احتراف الموسيقى

### 2002-2000
صدر الالبوم الأول لأنستزيا في عام 2000. وحقق الألبوم نجاحا كبيرا بالوصول إلى المراكز العشرة الأولى في ثمانية بلدان في أوروبا وآسيا وأستراليا. وحصلت على البلاتين الثلاثى في أستراليا وقد كان النجاح الساحق لأول أغنية فردية لها «أنا حب اوتا».: وتصدرت أغنية «أنا حب اوتا» أعلى المراكز في أستراليا ونيوزيلندا، واعتلت المرتبة الثانية في فرنسا ، وكذلك وصلت إلى رقم 6 في كل من ألمانيا ، والمملكة المتحدة.، أما في الولايات المتحدة، لم تحدث الا صدى اذاعى طفيف. وقد حققت أغنية «نوت ذيز كايند» المركز الحادي عشر في المملكة المتحدة ، وأصبح من أغانى (توب 10) الناجحة في إيطاليا. كما وصلت (توب 20) في سويسرا وفرنسا. كما صدرت أغنية «كوبوي اند كيس» كثالث أغنية فردية قبل إصدار الألبوم، لتصل إلى المركز 40 في البلدان الأوروبية كآخر أغنية ترويجية فردية، كما وصلت أغنية «فور يور لوف» في المملكة المتحدة إلى المركز 27 وفي فرنسا إلى المركز 72.
في حين أن أغنية «أنا حب اوتا» تصدرت أكثر عشر أغانى نجاحا في (هوت تشارت) بينما لم تحتل أغنية «نوت ذيز كايند» مركزاً يذكر في (هوت 100 تشارت).
ألبومها الثاني حقق مبيعات مقبولة على الرغم من أنه لا يتناسب مع مستوى النجاح الدولي لأغنية «نوت ذيز كايند».
وصلت أغنية «ذات يوم في حياتك» إلى المركز الحادي عشر في المملكة المتحدة، وإلى (توب 10) في كثير من البلدان الأوروبية. أما الأغنية الفردية «لماذا تكذب علي» وصلت إلى المركز الثلاثين في المملكة المتحدة.
انضمت أنستزيا إلى سيلين ديون، وماري بلايج وسيندي لوبر، شاكيرا، شير، ديكسي تشيكس، وستيفي نيكس في مغنيات فيديو هيتس في عام 2002، وشاركت أيضا بأغنية «الحب جريمة» في الموسيقى التصويرية لفيلمشيكاغو (2002). ووصلت إلى أعلى قائمة (هوت تشارت). وتم اختيار أنستزيا للغناء في كأس العالم لكرة القدم لعام 2002.

### تشخيص السرطان
في كانون الثاني / يناير 2003، قررت أنستزيا ان تخفض ثدييها بسبب الآم بالظهر. واكتشف من فحص روتيني بالماموجرام قبل العملية الجراحية انها مصابة بسرطان الثدي. ثم بدأت فورا بالعلاج الإشعاعي.
- البادجر هيرالد (4 مارس 2003). مغنية البوب أنستزيا تخضع لعملية جراحية لعلاج السرطان، (النشر في 9-9-2006).

و قد عزت خوفها من الأزمة الصحية التي تعرضت لها إلى كونها مصدر إلهام للصوت، والمضمون في ألبومها الثالث. ووفقا لمقابلة أجرتها على محطة الموسيقى البريطانية الصندوق في عام 2005 أن صوتها فقد قوته وأصبحت غير قادرة على تسجيل وهكذا أمضت وقتا طويلا في الكتابة ومحاولة خلق صوت يسعدها في النهاية.

### 2006-2004 الألبوم «سبروك»، وأول جولة
جاء في البرنامج الحوارى الأسترالي روف في عام 2004 ان أنستزيا تريد الحصول على مزيد من الحدة لأغانيها الصوتية لأنها شعرت أن هناك شيئا مفقودا في الأعمال السابقة لها. فأحضرت العديد من آلات الروك والتي أضفت جواً جديدا لموسيقاها. ورأت أيضا أنها لا تزال في حاجة إلى أسلوب غير تقليدى. ونتيجة لهذا تشكل صوت جديد. وهي تصف صوتها بأنه «سبروك»، (على اسم الالبوم).
دخلت أنستزيا استوديوهات التسجيل في أيلول / سبتمبر 2003 للبدء في تسجيل ألبومها التالي، بالعمل مع غلين بالارد، دالاس أوستن، وديفيد ستيوارت وتم اصداره في عام 2004. وفي هذا الألبوم، تعاونت أنستزيا أيضا مع المغنية الأساسية في فريق «دعم الصوت» (سوني ساندوفال) في الأغنية الاجتماعية «أنا اوافق».
أصدرت أنستزيا ثلاثة أغانى فردية ناجحة عالميا «سئم وملل» (الذي حقق رقم واحد في إسبانيا وواحد من الخمسة الأوائل مرة أخرى في المملكة المتحدة).
و قد تم إصدار مجموعة صغيرة من ألبوم أنستزيا مع هدية «دي ڤي دي»، وملصق أنستزيا وحقيبة. ويتضمن القرص المدمج «أعمال أنستزيا»، و«الجولة الترويجية في أوروبا 2002» بالإضافة إلى الصور.
من سبتمبر 2004 إلى آب / أغسطس 2005، ذهبت أنستزيا في جولة غنائية, وبحلول عام 2005 سميت هذه الجولة جولة العودة
في أواخر عام 2005، صدر أول أكبر (مجموعة هيتس) لها، وتدعىبارت اوف دريم. وضم الالبوم الأغانى الفردية الناجحة، ولحن ثنائي مع (ايروس رامازوتى) «انني انتمي اليك»، الذي حقق نجاحا كبيرا في قوائم أوروبا، وبلغ قمة (توب 10) تقريبا في جميع الدول الأوروبية. على الرغم من أن شركة (سوني BMG) ارغمتها على إصدار هذه المجموعة، فقد قالت أنستزيا إنها سعيدة الآن بعد أن كان الألبوم بمثابة «كتاب قصة»، أو ملخص للسنوات الخمس الأولى من حياتها المهنية.

### 2007 إلى الوقت الحاضر
حضرت أنستزيا (الحفلة الموسيقية التذكارية لديانا يوم 1 يوليو 2007، والتي كانت في عيد ميلاد ديانا السادس والأربعين. وكان هذا واحدا من أول الأحداث الكبرى التي عقدت في ملعب ويمبلي الجديد، وواحدا من أول أكبر ظهور لها. وافتتحت الحفلة الموسيقية وقامت بأداء «سوبر ستار» من أندرو لويد ويبر.
و في آب / أغسطس 2007، وضع فيديو على الإنترنت عن أنستزيا «أنستزيا من اس اوليفر». وخلال الفيديو سئلت عن خططها في المستقبل، وأكدت أنها تعمل على ألبوم جديد. ولم تحدد شهر معين للإصدار. وفي تشرين الثاني / نوفمبر 2007، تم تحديث سيرتها الذاتية على موقع أنستزيا الرسمي  وقالت انه سيكون هناك ألبوم جديد في عام 2008، مع جولة غنائية.
يوم 24 يوليو، أعلنت أنستزيا أن ألبومها الرابع سيتم اصداره في 27 أكتوبر 2008 في أوروبا وآسيا (و أماكن أخرى في عام 2009). ويضم الألبوم الجديد التعاون مع منتجي - ني-يو، وليستر منديز، ورودنى جيركينز. وبدأت الأغنية الفردية الأولى للالبوم، تسمى «يمكنني الشعور بك»، والتي تم بثها عبر بعض محطات الراديو في 25 أغسطس 2008. وتم تأكيد الأغنية الثالثة الفردية الرسمية من الالبوم، «المهزوم» وتم اصدارها كأغنية فردية ترويجية فقط في أوروبا وبدون فيديو كليب.
ألبومها الرابع ثبت أنه أقل نجاحا من الألبومات السابقة. واشارت أنستزيا إلى أن الفنانين الآخرين قد واجهوا نفس المشاكل، كما القت باللوم على الأزمة الاقتصادية العالمية.
في يونيو 2009، بدأت أنستزيا جولتها الثانية في جميع أنحاء أوروبا لتعزيز رابع ألبوماتها. ولاقت الجولة استقبالا حسنا من قبل النقاد والجماهير على حد سواء.

## روح المبادرة

### أنستزيا بقلم اس اوليفر
أنستاسيا بقلم اس اوليفر  هي مجموعة الملابس التي اصدرت في أواخر عام 2006 من قبل أنستزيا وشركة الملابس الألمانية اس. أوليفر. قالت انها كانت تريد إصدار خط ملابس من فترة طويلة.
و تعكس المجموعة أسلوب أنستزيا الشخصي وتقلبها. ويبدو شكل الخط «انثوى ومثير».
كما كانت نسخة محدودة من القرص المدمج بعنوان مرحبا في أسلوبى  متاحة أيضا مجانا للعملاء الذين اشتروا ملابس بستين يورو أو أكثر في تشرين الثاني / نوفمبر.
أصدرت أنستاسيا بقلم اس أوليفر نسخة محدودة لخط الملابس وسمى «الرفاهية المحدودة»، التي صممت بالاشتراك مع العلامة التجارية الشهيرة سواروفسكي. ثم غزى خط الملابس الاسواق 2 نوفمبر 2007.

### العطر
تم إصدار العطر الرسمي لأنستزيا، انبعاث، في أيلول / سبتمبر 2006.

## العمل الخيري
خلال سنوات نجاحها، دعمت أنستزيا العديد من المناسبات الخيرية مثل (بول لايف) 2006 و (الحدث الخيرى الأوروبى السنوي للإيدز)، وإحداث التغيير والتحدي من أجل أطفال. وكانت أنستزيا واحدة من خمسة عشر فنانا سجلوا أغنية ديزنى على قرص (ديزني هاوس) وسجلت أنستزيا «اميرى سيأتى يوما ما» من  سنووايت والأقزام السبعة (فيلم لعام 1937) . وتم ادراجها في النسخة المجمعة لألبومها الثاني.
في عام 2003، شاركت أنستزيا في الحدث الخيري، (حفلة 46664)، الذي نظمه نيلسون مانديلا للتوعية عن الإيدز. وغنت مع يو تو وفرقة كوين، وشاركت أيضا في أغنية «اماندلا»، بتسجيل الأغنية، وتوفير بعض الكلمات.
انضمت آني لينوكس إلى أنستزيا و22 فنانة أخرى لزيادة الوعي من انتقال فيروس نقص المناعة البشرية إلى الأطفال الذين لم يولدوا بعد في أفريقيا. وتم إصدار أغينة «غنى» في اليوم المساعدة العالمي، 1 ديسمبر 2007، بالتزامن مع ظهور آني لينوكس في حفل نيلسون مانديلا (حفلة 46664) في جنوب أفريقيا.
بعد تشخيص اصابتها بالسرطان، أسست أنستاسيا «صندوق أنستزيا». لمساعدة المنظمة في زيادة الوعي بسرطان الثدي وأهمية تصوير الثدي بالأشعة السينية للمرأة، تحت عمر 35. ثم بدأت أنستزيا في بيع ماركة الملابس الخاصة بها على موقع (eBay)، والتبرع بجزء إلى مؤسسة تمويل بحوث سرطان الثدي. واقيمت المزادات عن طريق مساعدة موقع eBay للتجارة. وتبدأ قوائم جديدة كل يوم جمعة ولمدة 6 أشهر.
في عام 2008 قامت بالغناء في «مهرجان الوشاح القرنفلي» في استكهولم، وهي حفلة خيرية، إلى جانب العديد من الفنانات وكذلك الأداء في (حفلة موسيقية للأطفال) في دبلن.

## حياتها الشخصية
كانت أنستزيا مرتبطة بعلاقات عاطفية مع عدد من الرجال على مدار مسيرتها. فقد كانت على علاقة مع الممثل شون وودز لمدة 6 سنوات، وادعت المغنية أنه حب حياتها. وواعدت أيضا المؤرخ تشارلز انغرام، وباتريس بوديبلا لأكثر من سنة قبل الانفصال. وتزوجت حارسها الشخصي واين نيوتن في المكسيك يوم 21 أبريل 2007. وأقيم حفل الزفاف في (هواتولكو)، وقام بكتابته وجعله رسميا شامان من كاليفورنيا جون راسموسن.
قامت أنستزيا برسم أكثر من وشم على ظهرها، واحد تحت الرقبة، بعبارة «إلى الابد». ووشم اخر بعبارة مفتاح الحياة على الجزء الأسفل من ظهرها، والذي ظهر في أول ألبوماتها. وهو يمثل «الحياة الابدية», ويمثلها هي بالنسبة للمعجبين بها.

## قائمة أفلامها
- موسيقي لديانا (2007)
- موسيقى يوم الايدز لنيلسون مانديلا (2003)
- المغنيات 2002  (2002)
- آلى مكبيل : المهرب (2001)
- آلى مكبيل : ملكة النحل (2001)

## قائمة ألبوماتها
ألبومات الأستوديو
- 2000 : ليس هذا النوع
- 2001 : غريب عن الطبيعة
- 2004 : أنستزيا
- 2008 : التناوب الثقيل

مصنفات
- 2005 : قطع من حلم
- 1993: One More Chance
- 1999: I'm Outta Love
- 2000: Not That Kind
- 2001: Cowboys And Kisses
- 2001: Made For Lovin' You
- 2001: Paid My Dues
- 2002: One Day in Your Life
- 2002: Boom
- 2002: Why'd You Lie To Me
- 2002: You'll Never Be Alone
- 2003: Love Is a Crime
- 2004: Left Outside Alone
- 2004: Sick And Tired
- 2004: Welcome To My Truth
- 2004: Heavy On My Heart
- 2005: Everything Burns (duet with Ben Moody)
- 2005: Pieces Of A Dream
- 2006: I Belong To You (duet with Eros Ramazzotti)
- 2008: I Can Feel You
- 2008: Absolutely Positively
- 2009: Defeated
- 2009: Stalemate (duet with Ben's Brothers)
- 2010: Safety (duet with Dima Bilan)
- 2010: Burning Star (duet with Natalia Druyts)
- 2011: What Can We Do (A Deeper Love) (duet with Tiësto)
- 2012: If I Was Your Boyfriend (duet with Tony Moran)
- 2012: Dream on
- 2012: Best Of You
- 1993: Forever Luv (duet with David Morales)
- 1998: Mi Negra, Tu Bombón (duet with Omar Sosa)
- 1999: Tienes Un Solo (duet with Omar Sosa)
- 2000: Saturday Night's Alright for Fighting (duet with Elton John)
- 2001: Let It Be (duet with Paul McCartney, Anastacia other artists)
- 2001: I Ask of You (duet with Luciano Pavarotti)
- 2001: What More Can I Give (duet with Michael Jackson and other artists)
- 2001: Love Is Alive (duet with Vonda Shepard)
- 2001: 911 (duet with Wyclef Jean)
- 2001: I Thought I Told You That (duet with Faith Evans)
- 2002: You Shook Me All Night Long (duet with Celine Dion)
- 2002: Bad Girls (duet with Jamiroquai)
- 2003: We Are the Champions, We Will Rock You, Amandla (duet with Queen, Beyoncé، Bono, Cast and David A. Stewart)
- 2004: I Do (duet with Sonny Sandoval)
- 2005: Everything Burns (duet with Ben Moody)
- 2006: I Belong to You (duet with Eros Ramazzotti)
- 2007: Sing (duet with Annie Lennox and other artists)
- 2009: Stalemate (duet with Ben's Brother)
- 2009: Holding Back the Years (duet with Simply Red)
- 2010: Safety (duet with Dima Bilan)
- 2010: Burning Star (duet with Natalia)
- 2011: What Can We Do (A Deeper Love) (duet with Tiësto)
- 2012: If I Was Your Boyfriend (duet with Tony Moran)

أقراص فيديو رقمية
- 2002 : مجموعة الفيديو
- 2005 : العيش في الماضي

## جولات
- 2004-2005 : مباشر في آخر جولة
- 2009 : جولة التناوب الثقيل

## روابط إضافية
- Anastacia.com الموقع الرسمي لانستاشيا
- أنستزيا
- أنستزيا على موقع IMDb (الإنجليزية)
- أنستزيا على موقع ميوزك برينز (الإنجليزية)
- أنستزيا على موقع أول ميوزيك (الإنجليزية)
- أنستزيا على موقع ديسكوغز (الإنجليزية)
- أنستزيا على موقع قاعدة بيانات الفيلم (الإنجليزية)